# Історія Кам'янки

## XVII століття
Засновано Кам'янку на початку XVII століття кріпаками-втікачами з Поділля, Київщини, Полтавщини, які селилися на кам'янистих берегах річки Тясмину (звідси й назва поселення). Уперше слобідка Кам'янка згадується в історичних документах періоду визвольної війни українського народу 1648—1654 років. Її колишній власник Житкевич втік до Польщі, а Кам'янку 27 березня 1649 року передано у спадкове володіння Богдану Хмельницькому. Через п'ять років московський цар Олексій Михайлович жалуваною грамотою підтвердив права Хмельницького на неї.
У першій половині XVII століття жителі Кам'янки брали участь у селянсько-козацьких повстаннях під проводом Павла Бута (Павлюка), Дмитра Гуні, Тараса Федоровича (Трясила). У складі військ Богдана Хмельницького кам'янські селяни і козаки брали участь у битвах під Жовтими Водами, Корсунем, інших бойових діях Визвольної війни.
Після Андрусівського перемир'я 1667 року до Кам'янки прибув новий управитель маєтками Житкевичів. Разом із греко-католицьким протопопом Лаврентієм вони силоміць ополячували населення, нав'язуючи греко-католицьку віру.
У 1766 році ігумен православного Мотронинського монастиря в листі до польського короля писав, що греко-католики вриваються у церкви, б'ють священиків, накладають на селян великі грошові штрафи.

## XVIII століття
В часи козаччини Кам'янка входила до складу Чигиринського полку. За Прутським договором 1711 року Кам'янка підпала під владу Польщі.
З 1730 року Кам'янка перейшла у володіння магнатів Любомирських. За тодішнім адміністративним поділом вона була центром Кам'янського ключа, який входив до складу Смілянського староства. 1756 року Кам'янці надано статус містечка. Основну його частину обнесено високою дерев'яною стіною зі сторожовими баштами, перед стіною викопано глибокий рів. У центрі містечка розміщувалися дерев'яний будинок управителя та різні службові приміщення. Далі один до одного тулилися будинки міщан, селян, кріпаків. У 1787 році кам'янський маєток продано князю Г.Потьомкіну, який разом з іншими населеними пунктами подарував його своїй племінниці К. М. Самойловій. Вийшовши заміж за Л. Д. Давидова, вона оселилася в Кам'янці.
Після другого поділу Польщі (1793) Кам'янка — у складі Російської імперії. Входила до Вознесенського намісництва, а з 1797 року — у складі Чигиринського повіту Київської губернії як центр волості.

## XIX століття
На початку 20-х років XIX століття молодший син К. М. Самойлової — полковник В. Л. Давидов, учасник Франко-російської війни 1812 року, пішов у відставку і оселився у Кам'янці. У нього часто гостювали його бойові товариші генерал Микола Миколайович Раєвський, що жив неподалік у своєму маєтку в с. Бовтишці, генерал О. П. Єрмолов, прославлений партизан і поет Денис Васильович Давидов та інші.

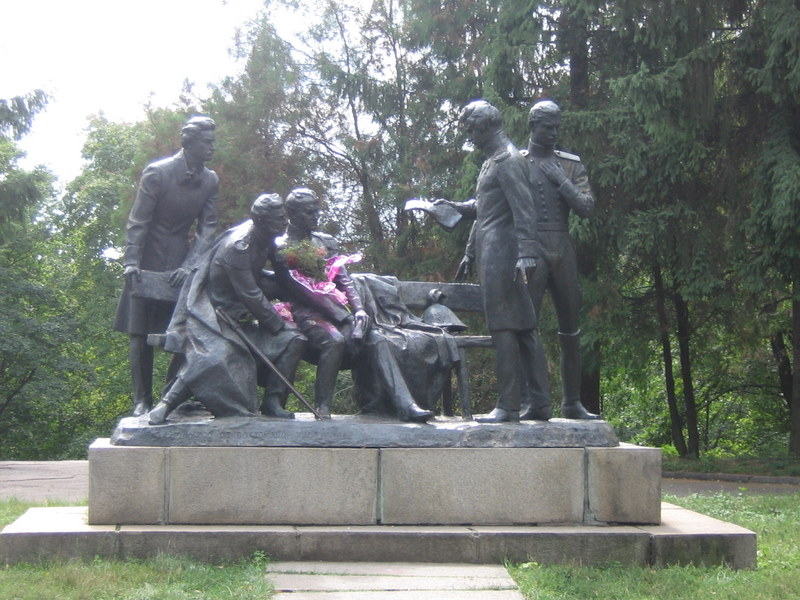
Пам'ятник декабристам

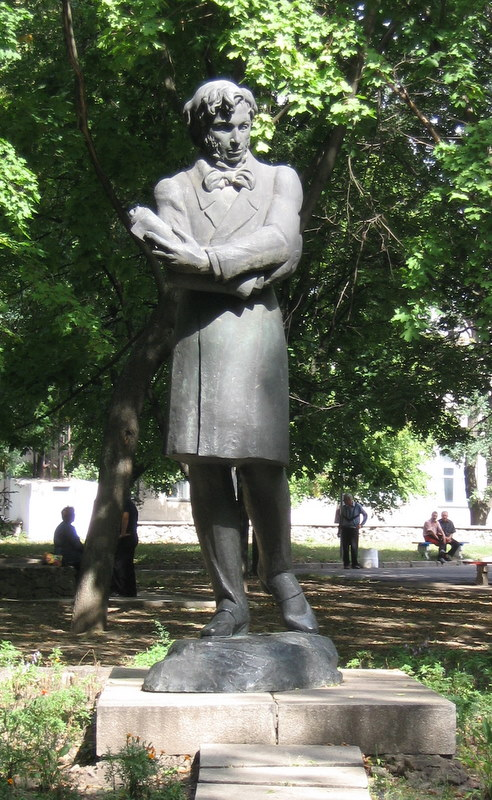
Пам'ятник Олександру Пушкіну

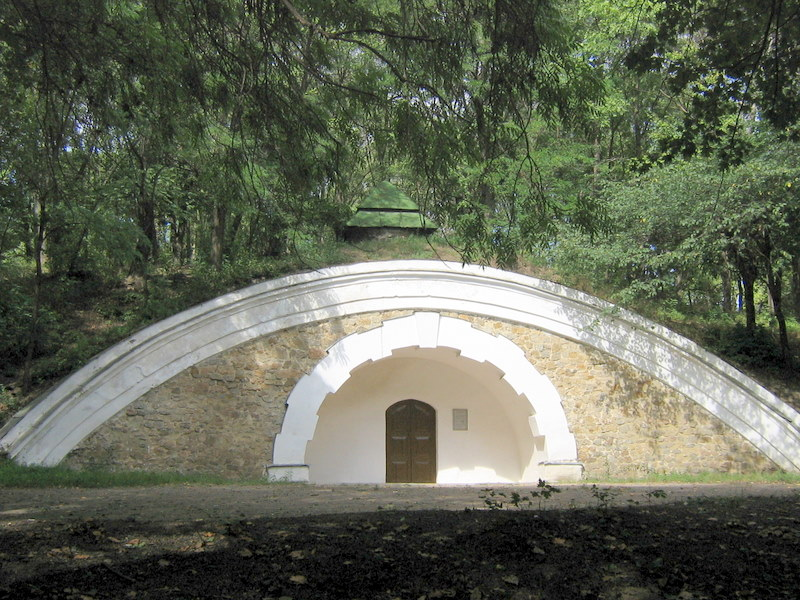
Пушкінський грот

Саме в той час Кам'янка стала одним із центрів декабристського руху в Україні. В. Л. Давидов, який 1820 року вступив до «Союзу благоденства», зблизився з керівником Південного товариства декабристів П. І. Пестелем і брав активну участь у діяльності товариства. Давидов віддав у розпорядження декабристів свою кам'янську садибу. З 1823 року він разом з С. Г. Волконським очолює Кам'янську управу Південного товариства декабристів. Восени 1823 року тут відбулася нарада Південного товариства, в якій взяли участь П. І. Пестель, С. І. Муравйов-Апостол, М. П. Бестужев-Рюмін та інші відомі декабристи. Проведена в Кам'янці нарада схвалила ідею здійснення в Росії революційного перевороту за участю армії та встановлення республіканського ладу.

Протягом 1820—1822 років до Кам'янки кілька разів приїздив російський поет Олександр Сергійович Пушкін. Вперше він прибув сюди в листопаді 1820 року і гостював майже 4 місяці. Тут він познайомився з родиною Давидових. Під час перебування у Кам'янці ним були написані вірші «Нереїда», «Я пережив свої бажання», закінчено поему «Кавказький бранець». Про своє перебування в Кам'янці поет писав М. І. Гнєдичу в грудні 1820 року:
Тепер знаходжусь у Київській губернії, в селі Давидових, милих і розумних самітників, братів генерала Раєвського… Товариство наше… різноманітна і весела суміш умів оригінальних, людей відомих нашій Росії.
Станом на 1845 рік в селі налічувалося 1487 ревізійних душ, з них вільних — 662, кріпаків — 825.
У першій половині XIX століття в Кам'янці зароджується промисловість. Першим невеликим підприємством став збудований в 1820 році винокурний завод, який щороку виробляв 7,2 тисячі відер горілки. У 1844 році почав працювати цукровий завод, де працювало 420 кріпаків. Борошномельний промисел був представлений 15 вітряними та 2 водяними млинами. У цей час у містечку набувають розвитку кустарні промисли та місцева торгівля. В 1842 році тут було п'ять купців 3-ї гільдії, які мали близько 30 крамниць і рундуків. Кожної неділі відбувалися базари, річний обіг яких досягав 7 тисяч карбованців. Значна частина жителів продовжувала займатися сільським господарством. Економічному розвитку Кам'янки сприяло також її зручне географічне розташування. Тут перетиналися три шляхи, якими рухався безперервний потік товарів з Києва на Катеринослав, від Дніпра і Черкас вглиб херсонських степів, з Чигирина до торговельного містечка Златополя.
Упродовж 1865—1878 років майже щороку до Кам'янки в гості до своєї сестри Олександри Іллівни, яка була дружиною Л. В. Давидова, приїжджав П. І. Чайковський. Саме тут вперше прозвучала музика його опери «Євгеній Онєгін», створено багато інших творів. Кам'янка стала для композитора другим домом. Щоб створити братові сприятливі умови для творчості, Давидова відвела для нього маленький флігель на три кімнати. Молоді було суворо заборонено турбувати Петра Ілліча під час роботи. «Я знайшов у Кам'янці те відчуття миру в душі, якого марно шукав у Москві і Петербурзі» — писав композитор у листі до рідних від 6 липня 1878 року.
Унаслідок реформи 1861 року кріпаки Кам'янки стали особисто вільними, але одержали мізерні наділи, з яких не могли прохарчуватися. 766 селянським господарствам за великий викуп було передано 1827 десятин землі, тоді як поміщик мав 5427 десятин, а церква — 147 десятин. Селяни не мали можливості тримати худобу, бо луками і сіножатями володів поміщик.
З прокладанням у 1876 році залізниці і відкриттям залізничної станції спостерігається пожвавлення економічного життя Кам'янки та округи. Основною товарною продукцією, що вивозилася залізницею була сільськогосподарська продукція — зерно, цукор, худоба, свині, лісоматеріали. Залізницею вивозилася і продукція сірникової фабрики «Сатурн», спорудженої наприкінці 1890-х років. 1907 року на ній працювало 78 робітників.
Станом на 1885 рік у колишньому власницькому містечку, центрі Кам'янської волості Чигиринського повіту Київської губернії, мешкало 2629 осіб, налічувалось 482 дворових господарства, існували 2 православні церкви, синагога, єврейський молитовний будинок, училище, 2 школи, лікарня, 5 постоялих дворів, 8 постоялих будинків, 32 лавки, 2 вітряних млини, що два тижні відбувався ярмарок.
За переписом 1897 року кількість мешканців зросла до 6267 осіб (3026 чоловічої статі та 3241 — жіночої), з яких 4052 — православної віри, 2193 — юдейської.

## XX століття

М. Лопухіна Кам'янка. Палац Давидових.

М. Лопухіна Кам'янка. Палац Давидових.

Одночасно з економічним розвитком Кам'янки зростає і населення містечка. Якщо в 1862 році воно становило 4319 жителів то в 1900 році майже вдвічі більше — 8808 жителів. На центральній вулиці були розташовані магазини і склади, що належали купцям і поміщикам. У хаотичному безладді тулилися халупи дрібних ремісників, чиновників та бідноти. Така тіснота пояснювалась тим, що власники Кам'янки забороняли селитися далі встановленої межі. Зелених насаджень було мало, вулички вузенькі, криві. Тісне і брудне містечко виглядало ще більш непривабливим поряд з поміщицьким маєтком, з його красивим одноповерховим будинком і великим тінистим парком, куди часто приїжджав з Царського Села онук декабриста Лев Олександрович Давидов зі своєю дружиною Маріамною Андріанівною та до якого заходити місцевому населенню було заборонено.
На початку XX століття на 832 селянські двори Кам'янки припадало 1657 десятин землі, тобто менше ніж 2 десятини на двір, в той час як поміщик мав 6335 десятин. Місцева лікарня, де працював один лікар і шість осіб середнього медичного персоналу, обслуговувала Кам'янську, Триліську, Олександрівську, Цвітнянську та Телепинську волості з населенням понад 40 тисяч мешканців.
У містечку діяло 2 православні церкви, синагога, єврейський молитовний будинок, училище, 2 школи: церковнопарафіяльна і двокласна міністерська, лікарня, 5 заїжджих дворів, 32 крамниці. У 1908 році в Кам'янці було відкрито відділення кредитно-товарного Селянського банку, а в 1910 році — дві банківські контори.
Органом самоврядування у дорадянський період була містечкова управа з 30 присяжних з числа найзаможніших представників громади — купців і гендлярів, банкірів, домовласників, підрядчиків. Очолював управу голова і письмоводитель.
9 серпня 1919 року в село ввійшли війська генерала Денікіна, але на початку 1920 року село захопили червоноармійці.
20 лютого 1920 року через Кам'янку під час Зимового походу проходив Кінний полк Чорних Запорожців Армії УНР.

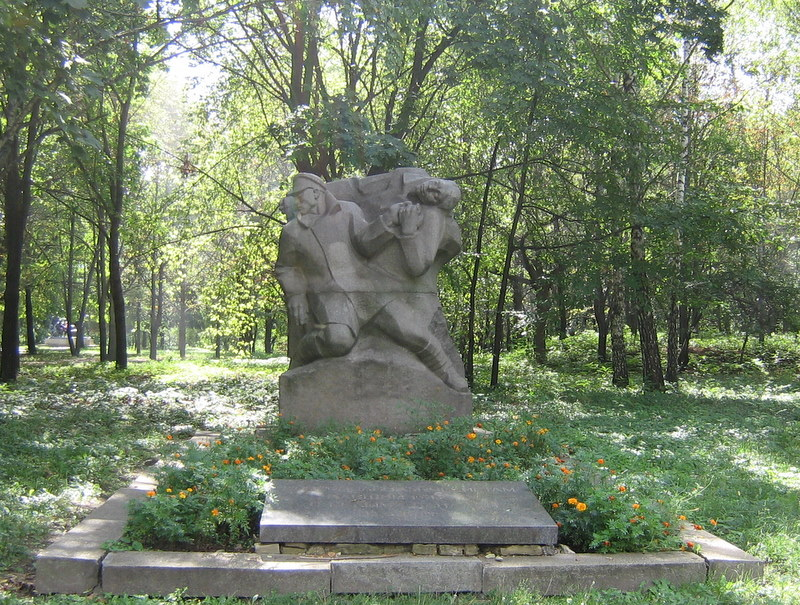
Пам'ятник загиблим комсомольцям

У квітні 1920 року до Кам'янки переведено адміністративний центр Чигиринського повіту.

### Радянська влада
З перших років Радянської влади в селі працювали поліклініка та дільнична лікарня. Медичний персонал складався з 6 лікарів і 12 фельдшерів, акушерок, медсестер. Протягом 1920—1922 років колишні міністерська та церковнопарафіяльна школи перетворено в семирічну та чотирирічну.
Протягом 1924—1925 років у селі на повну потужність запрацювали Кам'янський цукровий завод, сірникова фабрика «Червона зірка», спиртзавод.
Після встановленням радянської влади село Кам'янка в 1923 році стає центром однойменного району Київської губернії, а після ліквідації губернського поділу в 1925—1930 рр. — Черкаської округи (з 1927 року — Шевченківської, Кам'янка отримала назву Кам'янка-Шевченківська). З утворенням у 1932 році областей — у складі Київської, а з 1939 року — Кіровоградської областей.
У 1927 році в селі відкрито робітничий клуб, почав діяти радіовузол. У 1933 році почала виходити районна газета «Колективна праця». Відкрито літературно-меморіальний музей та пам'ятники О. С. Пушкіну і П. І. Чайковському.
22 вересня 1929 року в селі створено артіль «Жовтень». Знаним головою колгоспу, хорошим господарником до самого початку Другої світової війни був Шолудько Михайло Гнатович. Із 45 господарств, що вступили до колгоспу, 27 — селянські і 18 — робітничі родини. Було усуспільнено 92 га землі, 5 пар коней, 18 корів тощо. Уже через рік до колгоспу вступили 55 відсотків господарств села, у тому числі 105 бідняцьких, 6 наймицьких, 209 середняцьких, а також 34 родини робітників. Загалом в артілі налічувалося 911 працездатних. Господарство мало 950 га землі, 80 коней, 9 волів. В 1930 році в Кам'янці створено ще дві артілі: ім. Ворошилова та ім. Червоної Армії. Цього ж року при цукрокомбінатові створено машинно-кінно-тракторну станцію (МКТС), де було 17 тракторів «Інтернаціонал» і 12 тракторів «Фордзон», 180 коней, кілька сівалок тощо.
У 1933 році в Кам'янці відкрито середню школу, яку в 1937 році переведено в новозбудоване двоповерхове приміщення. Того ж року в селі відкрито ще одну семирічну школу, а напередодні війни дитячу музичну школу.
В довоєнні роки в Кам'янці працювали цукровий, спиртовий, маслоробний і цегельний заводи. На базі колишньої сірникової фабрики в 1930-х роках створено шарикопідшипниковий завод.

#### Друга світова війна
У роки Другої світової війни в Кам'янці діяли підпільники, які мали тісні зв'язки з партизанськими загонами, що дислокувалися в лісах Холодного Яру. Окупація села німецькими військами тривала з 5 серпня 1941 року по 10 січня 1944 року. Місто відвоювали частини механізованого корпусу 5-ї гвардійської танкової армії 2-го Українського фронту під командуванням генерал-полковника П. О. Ротмістрова. При відвоюванні Кам'янки мужність і героїзм проявив В. І. Галочкін, якому посмертно присвоєно звання Героя Радянського Союзу.
Більше 2 тисяч кам'янчан воювали на фронтах війни. 520 з них полягли у боях з ворогом, 1620 удостоєні державних нагород. На честь полеглих земляків споруджено обеліск Слави.
Навесні 1944 року відбудовано механічні майстерні МТС, а наприкінці року стали до ладу цукровий та спиртовий заводи. Почали працювати лікарня, аптека, школи, районна бібліотека.
15 серпня 1944 року з назви вилучене означення «Шевченківська».

#### Повоєнні роки
У повоєнні роки продовжувався соціально-економічний і культурний розвиток Кам'янки. У 1945 році на базі шарикопідшипникового заводу споруджено машинобудівний завод, який почав випускати обладнання для текстильної промисловості. Підприємство постійно розширювало виробництво та удосконалювало технологічні процеси. У 1970-х роках на заводі вже працювало близько 3 тисяч робітників та інженерно-технічних працівників, а продукція його відправлялася у 20 країн світу.
У 1952 році в Кам'янці споруджено маслозавод. На початку 1950-х років артілі ім. Ворошилова, «Жовтень» та «Червона Армія» об'єдналися в одну велику «Жовтень», яка в 1968 році мала 6197 га землі, фруктовий сад і лісонасадження, ставки, тваринницьке містечко.
У 1954 році Кам'янка стає районним центром новоутвореної Черкаської області. У 1956 році набуває статусу міста.
У 1970-х та наступних роках нарощували потужності підприємства харчової промисловості. На цукрокомбінаті побудовано турбінний зал, введено в дію новий бурякоперереробний цех, здійснено реконструкцію технологічних ліній. На спиртзаводі освоєно виробництво вуглекислоти та сухого льоду, модернізовано виробництво інших видів продукції.
У ці роки в місті збудовано районну поліклініку, кінотеатр, приміщення загальноосвітніх та музичної шкіл, дитячі садки, гуртожиток машинобудівного заводу, житлові будинки та інші об'єкти соціально-культурної сфери.

### Епідемія коронавірусу
29 березня 2020 року із 46 інфікованих коронавірусом в межах Черкаської області (43 виявлено тільки за останню добу) 23 — з міста Кам'янка. У Кам'янці 5 медпрацівників інфікувалися.
Місто стало одним із епіцентрів епідемії на Черкащині.
У Кам'янці 29 березня ввели комендантську годину із 8 вечора до шостої ранку. Багато інфікувалися від водія маршрутки, якого ще 27 березня поклали до лікарні.